# Хжонхув
Хжонхув (пол. Chrząchów) — село в Польщі, у гміні Конськоволя Пулавського повіту Люблінського воєводства.
Населення — 716 осіб (2011).
Місцева легенда каже, нібито назва села походить від звуків, що видають лісові кабани.
Уперше згадується в 1430 р. 1795 року, після Третього розділу Польщі, Хжонхув перейшов під урядування Австрії; з 1809 р. увійшов у Варшавське князівство і з 1815 р. у Царство Польське. Під час Першої світової війни був повністю спалений австрійськими військами. Під час Другої світової війни (10 вересня 1939 р.) його бомбардували німецькі літаки.
Зараз у селі є 160 невеликих ферм і будинків, маленький католицький костьол, пожежна бригада, початкова школа, пошта і два магазини.

## Демографія
Демографічна структура станом на 31 березня 2011 року:
|          | Загалом | Допрацездатний вік | Працездатний вік | Постпрацездатний вік |
| -------- | ------- | ------------------ | ---------------- | -------------------- |
| Чоловіки | 347     | 82                 | 223              | 42                   |
| Жінки    | 369     | 80                 | 194              | 95                   |
| Разом    | 716     | 162                | 417              | 137                  |